# Gåbense
Gåbense er en landsby på det nordlige Falster beliggende i Nørre Vedby Sogn (Falster Vestre Provsti, Lolland-Falsters Stift). Landsbyen ligger i Guldborgsund Kommune og hører til Region Sjælland.
Ved Gåbense er en færgehavn. Færgefart til Sjælland sluttede i 1872, da Orehoved blev nyt overfartssted. Fra 1919 til åbningen af Storstrømsbroen var landsbyen udgangspunkt for en bilfærgerute til Vordingborg.
Gåbense Færgegård, hvoraf de ældste dele er fra 1600-tallet, er fredet.